# Moussa Sissoko
Moussa Sissoko (Le Blanc-Mesnil, 16 de agosto de 1989) é um futebolista francês que atua como volante. Atualmente defende o Watford.

## Carreira
Revelado pelo Toulouse, o jogador ganhou destaque atuando na Premier League pelo Newcastle entre 2013 e 2016, o que levou o Tottenham a contratá-lo. Pelos Spurs, Sissoko disputou um total de 202 partidas, marcou cinco gols e foi titular na final da Liga dos Campeões da UEFA de 2018–19, em que seu clube perdeu para o Liverpool e ficou com o vice.

### Seleção Nacional
Após defender a França nas categorias Sub-16, Sub-17, Sub-18, Sub-19 e Sub-21, o volante estreou pela Seleção Francesa principal no dia 10 de outubro de 2009, em um amistoso contra as Ilhas Faroé.[carece de fontes?]

## Prêmios individuais
- Jogador da Temporada das Lendas do Tottenham: 2018–19[4]
- Seleção da Liga dos Campeões da UEFA: 2018–19[5]